# Esperanto (band)
Esperanto was een Belgisch/Britse rockband met een korte carrière aan het begin van de jaren 1970.

## Geschiedenis
De groep is ontstaan tijdens de ontbinding van de symfonische rockband Wallace Collection, wanneer de violist van de groep Raymond Vincent besluit over te stappen op een iets ander genre, zoals progressieve rock. Experimenten beginnen wanneer hij korte tijd samenwerkt met Roger Wollaert van Kleptomania, Dany Lademancher en Bruno Libert.
In 1973 bracht hij zijn eerste album Esperanto Rock Orchestra uit, uitgegeven door A&M Records, een platenmaatschappij die ook de volgende albums zou uitbrengen. Dankzij dit album begon Esperanto aan een lange reeks concerten in Europa, te beginnen in Londen zelf en zelfs in Italië, met name in Turijn, Napels en Rome, waar ze enkele opnamen maakten in de Rai-studio's.
Nadat twee leden van de band (Joy Yates en Raymond Vincent) zijn teruggekeerd van de tournee, besluiten ze om persoonlijke redenen de band te verlaten. Met de komst van de nieuwe producent Peter Sinfield voor het tweede album wordt de nieuwe zanger Keith Christmas aangenomen. In 1974 verscheen dan ook Danse Macabre, minder progressief dan het vorige album, maar beïnvloed door poprock en klassieke ritmes en sferen, die de symfonische indruk nog sterker maken.
Een jaar later, bij het uitbrengen van het laatste album Last Tango, verandert de bezetting weer. Helaas is het album minder succesvol dan de eerste twee, vanwege problemen in verband met slechte distributie en productie en de economische situatie van die tijd. De band besluit daarom definitief te ontbinden.

## Bezetting
- Brian Holloway[10] (gitaar, piano)
- Bridget Lokelani Dudoit[11] (zang, akoestische gitaar)
- Bruno Libert (piano, orgel, synthesizer, vibrafoon, klavecimbel, arrangeur, achtergrondzang)
- Gino Malisan[12] (basgitaar, fluit)
- Glenn Shorrock[13] (zang, gitaar)
- Godfrey Salmon (2e viool, tenorstem)
- Janice Slater[14] (zang)
- Joy Yates (zang, fluit)

- Keith Christmas (leadzang)
- Kim Moore (zang)
- Raymond Vincent[3] (1e viool, chef-arrangeur)
- Roger Meakin[15] (zang)
- Timothy Kraemer[16] (cello, piano)
- Tony Harris[17] (viool, saxofoon)
- Tony Malisan[18] (drums)

## Discografie

### Albums
- 1973: Esperanto Rock Orchestra
- 1974: Danse Macabre
- 1975: Last Tango